# Finnemanntallet 1686
Finnemanntallet 1686 var en folkräkning som initierades av de norska myndigheterna på 1600-talet. Syftet med folkräkningen var att bilda sig en uppfattning om antalet finnar, eller skogsfinnar, som bosatt sig i de östra landsdelarna, gränsande till Sverige.
Den 5 december 1685 utfärdade viceguvernören i Danmark-Norge, Just Høeg, ett reskript som krävde att Norges finska befolkning skulle räknas. Folkräkningen genomfördes året därpå, och avvek från andra folkräkningar eftersom den var mer omfattande.